# جیمز دالی (هنرپیشه)
جیمز دالی (انگلیسی: James Daly; ۲۳ اکتبر ۱۹۱۸ – ۳ ژوئیهٔ ۱۹۷۸) یک هنرپیشه اهل ایالات متحده آمریکا بود.
از فیلم‌ها یا برنامه‌های تلویزیونی که وی در آن نقش داشته‌است می‌توان به سیاره میمون‌ها، جهش بزرگ اشاره کرد.